# کالیکو، شهرستان کرن، کالیفرنیا
کالیکو (به انگلیسی: Calico) یک منطقهٔ مسکونی در ایالات متحده آمریکا است که در شهرستان کرن، کالیفرنیا واقع شده‌است. کالیکو ۱۲۱٫۹ متر بالاتر از سطح دریا واقع شده‌است.